# 白石洲
白石洲是一个位于中华人民共和国广东省深圳市南山区的一个地区。截至2023年，白石洲约有116,000人口。白石洲面积为0.60平方公里（0.23平方英里），是深圳市内人口最多，建筑密度和人口密度最多的城中村。算上无登记居民和无证居民，深圳市白石洲估计远超20万。
2014 年， 《南华早报》的查理·兰尼恩 (Charlie Lanyon) 将其描述为“老深圳最后的遗迹之一”。 

## 历史
白石洲在几个世纪以来都是移民和难民的聚集地，其起源可以追溯到清朝时期的万户村。该村由五个自然村在1958合并而成。深圳市政府征用了周边土地继续开发（非村内）。

## 运输
- 深圳地铁白石洲站